# Choque cultural

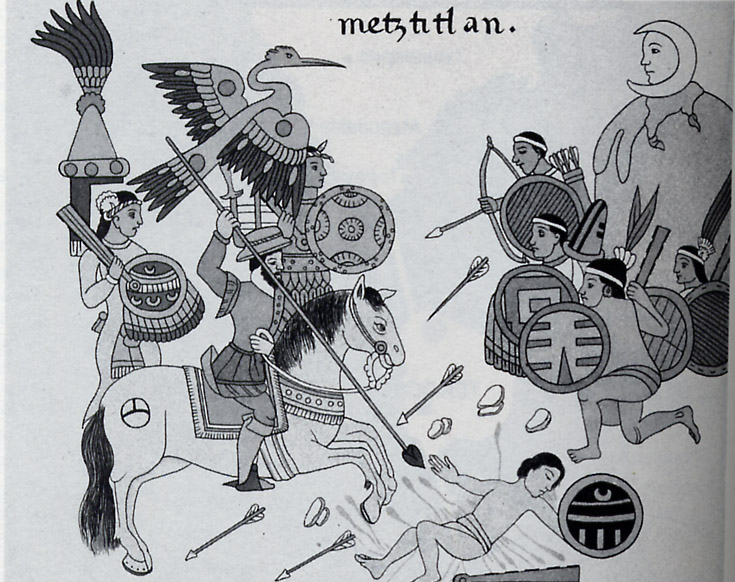
O encontro com os conquistadores com aço e cavalos chocou os astecas, que confundiram os europeus com os profetas vindos do leste.

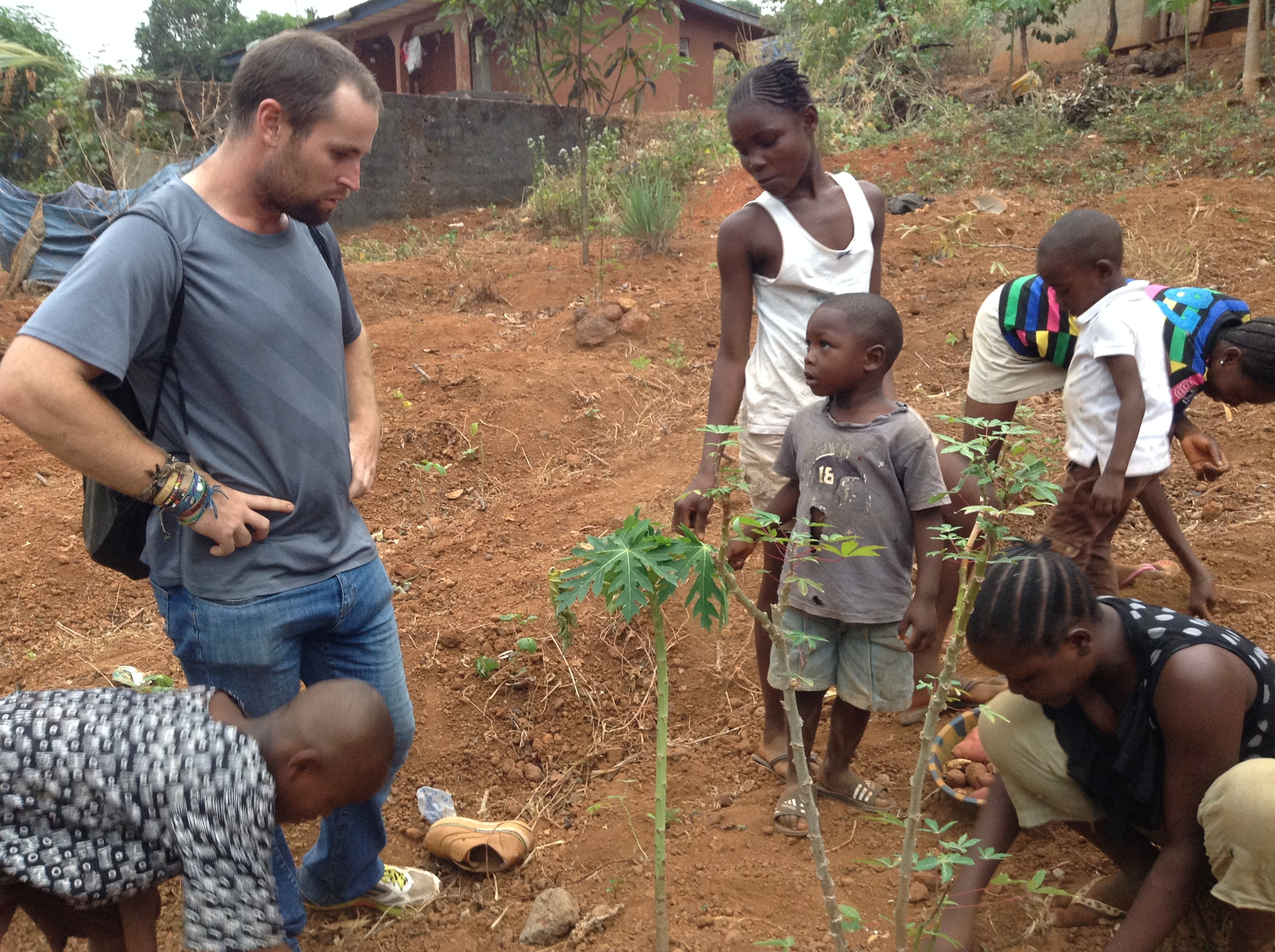
Um viajante da Austrália visitando uma pequena fazenda em Freetown, capital de Serra Leoa.

Choque cultural é uma experiência que uma pessoa pode ter quando muda para um ambiente cultural diferente do seu; é também a desorientação pessoal que uma pessoa pode sentir ao vivenciar um modo de vida desconhecido devido à imigração ou a uma visita a um novo país, uma mudança entre ambientes sociais ou simplesmente a transição para outro tipo de vida. Uma das causas mais comuns de choque cultural envolve indivíduos em um ambiente estrangeiro. O choque cultural pode ser descrito como consistindo em pelo menos uma das quatro fases distintas: lua de mel, negociação, ajuste e adaptação.
Os problemas comuns incluem: sobrecarga de informações, barreira linguística, lacuna geracional, lacuna de tecnologia, interdependência de habilidades, dependência de formulação, saudades de casa (cultural), aborrecimento (dependência de trabalho), capacidade de resposta (conjunto de habilidades culturais). Não há uma maneira verdadeira de prevenir totalmente o choque cultural, já que os indivíduos em qualquer sociedade são pessoalmente afetados por contrastes culturais de forma diferente.

## Teoria das quatro fases

De acordo com o modelo de aculturação, as pessoas terão inicialmente (1) período de lua de mel, e a seguir haverá (2) período de transição, ou seja, choque cultural. Esse período pode ser marcado pela rejeição à nova cultura, bem como pela romantização da cultura local. Mas então, com algum tempo e talvez a ajuda da população local ou de outros agentes culturais, as pessoas começarão a (3) se adaptar (a linha pontilhada descreve que algumas pessoas irão odiar a novas culturas). E (4) refere-se a algumas pessoas retornando aos seus próprios lugares e se readaptando à velha cultura

O antropólogo canadense Kalervo Oberg propôs pela primeira vez seu modelo de ajuste cultural em uma palestra para o Clube Feminino do Rio de Janeiro em 1954.

### Lua de mel
Durante este período, as diferenças entre a velha e a nova cultura são vistas sob uma luz romântica. Por exemplo, ao se mudar para um novo país, um indivíduo pode amar a nova comida, o ritmo de vida e os hábitos dos habitantes locais. Durante as primeiras semanas, a maioria das pessoas fica fascinada com a nova cultura. Eles se associam com nacionais que falam sua língua e são educados com os estrangeiros. Como a maioria dos períodos de lua de mel, esse estágio termina eventualmente.

### Negociação
Depois de algum tempo (geralmente cerca de três meses, dependendo do indivíduo), as diferenças entre a velha e a nova cultura tornam-se aparentes e podem criar ansiedade. A excitação pode eventualmente dar lugar a sentimentos desagradáveis de frustração e raiva à medida que a pessoa continua a vivenciar eventos desfavoráveis que podem ser percebidos como estranhos e ofensivos à atitude cultural de alguém. Barreiras de idioma, diferenças gritantes na higiene pública, segurança no trânsito, acessibilidade e qualidade dos alimentos podem aumentar a sensação de desconexão do ambiente.
Embora a transferência para um ambiente diferente coloque uma pressão especial nas habilidades de comunicação, há dificuldades práticas a serem superadas, como a interrupção do ritmo circadiano que geralmente leva à insônia e sonolência à luz do dia; adaptação da flora intestinal a diferentes níveis e concentrações de bactérias na comida e na água; dificuldade em buscar tratamento para doenças, pois os medicamentos podem ter nomes diferentes dos do país de origem e os mesmos princípios ativos podem ser difíceis de reconhecer.
Mesmo assim, a mudança mais importante no período é a comunicação: as pessoas que se adaptam a uma nova cultura geralmente se sentem solitárias e com saudades de seu país natal porque ainda não estão acostumadas com o novo ambiente e encontram pessoas com as quais não estão familiarizados todos os dias. A barreira do idioma pode se tornar um grande obstáculo na criação de novos relacionamentos: atenção especial deve ser dada aos sinais de linguagem corporal específicos da cultura de alguém e de outros, gafes linguísticas, o tom da conversa, as nuances e costumes linguísticos e os falsos cognatos.
No caso de estudantes que estudam no exterior, alguns desenvolvem sintomas adicionais de solidão que, em última análise, afetam seu estilo de vida em geral. Devido ao estresse de viver em um país diferente sem o apoio dos pais e da família, os estudantes internacionais muitas vezes se sentem ansiosos e mais pressionados enquanto se adaptam a novas culturas, ainda mais quando as distâncias culturais são grandes, já que os padrões de lógica e fala são diferentes e há uma ênfase especial na retórica.

### Ajuste
Novamente, depois de algum tempo (geralmente de 6 a 12 meses), a pessoa se acostuma com a nova cultura e desenvolve rotinas. Sabe-se o que esperar na maioria das situações e o país anfitrião não se sente mais tão novo. A pessoa volta a se preocupar com a vida básica e as coisas se tornam mais "normais". A pessoa começa a desenvolver habilidades de resolução de problemas para lidar com a cultura e começa a aceitar os caminhos da cultura com uma atitude positiva. A cultura começa a fazer sentido e as reações e respostas negativas à cultura são reduzidas.

### Adaptação
No estágio de domínio, os indivíduos são capazes de participar plena e confortavelmente da cultura anfitriã. Domínio não significa conversão total; as pessoas costumam manter muitos traços de sua cultura anterior, como sotaques e idiomas. Freqüentemente, é chamado de estágio bicultural.

## Desenvolvimento
Gary R. Weaver escreveu que o choque cultural tem "três explicações causais básicas": perda de sinais familiares, o colapso das comunicações interpessoais e uma crise de identidade. Peter S. Adler enfatiza as causas psicológicas. Tema Milstein escreveu que pode ter efeitos positivos.

## Choque cultural reverso
O choque cultural reverso (também conhecido como "choque de reentrada" ou "choque com a própria cultura") pode ocorrer - retornar à cultura local depois de se acostumar com uma nova pode produzir os mesmos efeitos descritos acima. São resultados das consequências psicossomáticas e psicológicas do processo de readequação à cultura primária. A pessoa afetada geralmente acha isso mais surpreendente e difícil de lidar do que o choque cultural original. Esse fenômeno, as reações que os membros da cultura reentrada exibem em relação ao reentrante e a inevitabilidade dos dois estão resumidos no seguinte ditado, também o título de um livro de Thomas Wolfe: You Can't Go Home Again.
O choque cultural reverso é geralmente composto de duas partes: idealização e expectativas. Quando um longo período de tempo é passado no exterior, nos concentramos nas coisas boas do nosso passado, eliminamos as coisas ruins e criamos uma versão idealizada do passado. Em segundo lugar, uma vez removidos de nosso ambiente familiar e colocados em um estrangeiro, incorretamente assumimos que nosso mundo anterior não mudou. Esperamos que as coisas permaneçam exatamente como quando as deixamos. A compreensão de que a vida em casa agora é diferente, de que o mundo continuou sem nós e o processo de se reajustar a essas novas condições, bem como de atualizar nossas novas percepções sobre o mundo com nosso antigo modo de viver, causa desconforto e angústia psicológica.

## Resultados
Existem três resultados básicos da fase de ajuste:
- Algumas pessoas acham impossível aceitar a cultura estrangeira e se integrar. Eles se isolam do ambiente do país anfitrião, que passam a perceber como hostil, retiram-se para um "gueto" (muitas vezes mental) e vêem o retorno à sua própria cultura como a única saída. Este grupo é às vezes conhecido como "Rejeitadores" e descreve aproximadamente 60% dos expatriados.[19] Esses "rejeitadores" também têm os maiores problemas para se reintegrar de volta para seu país de origem após o retorno.[20]
- Algumas pessoas se integram totalmente e assumem todas as partes da cultura anfitriã, enquanto perdem sua identidade original. Isso é chamado de assimilação cultural. Eles normalmente permanecem no país anfitrião para sempre. Este grupo é às vezes conhecido como "Adotantes" e descreve aproximadamente 10% dos expatriados.[19]
- Algumas pessoas conseguem se adaptar aos aspectos da cultura anfitriã que consideram positivos, enquanto mantêm alguns deles e criam sua combinação única. Eles não têm maiores problemas para voltar para casa ou se mudar para outro lugar. Este grupo pode ser considerado cosmopolita. Aproximadamente 30% dos expatriados pertencem a este grupo.[19]

O choque cultural tem muitos efeitos, intervalos de tempo e graus de gravidade diferentes. Muitas pessoas são prejudicadas por sua presença e não reconhecem o que as incomoda.[carece de fontes?]
Há evidências que sugerem que a influência psicológica do choque cultural também pode ter implicações fisiológicas. Por exemplo, o estresse psicossocial experimentado durante essas circunstâncias está correlacionado com um início precoce da puberdade.

## Choque de transição
O choque cultural é uma subcategoria de uma construção mais universal chamada choque de transição. O choque de transição é um estado de perda e desorientação decorrente de uma mudança no ambiente familiar que requer ajuste. Existem muitos sintomas de choque de transição, incluindo:
- Raiva
- Tédio
- Comer/beber compulsivamente/ganho de peso
- Desejo de casa e dos velhos amigos
- Excessiva preocupação com a limpeza
- Sono excessivo
- Sentimentos de desamparo e retraimento
- Ficar "preso" em uma coisa
- Olhar vidrado
- Saudades de casa
- Hostilidade para com os cidadãos anfitriões
- Impulsividade
- Irritabilidade
- Alterações de humor
- Reações fisiológicas de estresse
- Estereótipos dos cidadãos hospedeiros
- Pensamentos suicidas ou fatalistas
- Cancelamento